# Priscilla Apartments
Priscilla Apartments  es un edificio histórico ubicado en Miami, Florida.  Priscilla Apartments se encuentra inscrito  en el Registro Nacional de Lugares Históricos desde el 4 de enero de 1989. Forma parte del Downtown Miami MRA. 

## Ubicación
Priscilla Apartments se encuentra dentro del condado de Miami-Dade en las coordenadas 25°47′39″N 80°11′20″O / 25.794167, -80.188889.